# Woohoo
Woohoo (pisownia alternat. „WooHoo”) – piosenka electrohopowa stworzona na szósty album studyjny amerykańskiej piosenkarki Christiny Aguilery pt. Bionic (2010). Powstała przy gościnnym udziale raperki Nicki Minaj oraz wyprodukowana przez rapera/promotora muzycznego Polow da Dona, kompozycja wydana została jako drugi, promocyjny singel z albumu Bionic dnia 18 maja 2010 roku.
Singel spotkał się ze słabą promocją medialną, mimo to był jednak notowany na kilkunastu światowych listach przebojów, wielokrotnie na wysokich pozycjach (zajął pozycje w Top 10 czterech notowań w krajach azjatyckich). W Stanach Zjednoczonych, na liście Billboard Hot 100, objął miejsce siedemdziesiąte dziewiąte, a w Kanadzie uplasował się na pozycji czterdziestej szóstej zestawienia Canadian Hot 100. Odbiór utworu przez krytyków muzycznych był pozytywny. Chwalono prowokacyjny charakter „Woohoo”, jego zjadliwy tekst oraz elektroniczno-„robotyczny” podkład muzyczny. Z ogólną aprobatą spotkało się wykonanie piosenki przez Aguilerę i Minaj, a szczególnie doceniony został wokal pierwszej z artystek. Współpracę obu określono jako harmonijną. W odniesieniu do utworu zastosowano liczne porównania. Singel przyrównano między innymi do wczesnych dokonań piosenkarki Kelis, twórczości dancehallowej oraz przeboju Aguilery „Dirrty” (2002).

## Informacje o utworze
Piosenka napisana została przez samą Christinę Aguilerę, jak również Nicki Minaj i Claude’a Kelly’ego oraz Ester Dean i Polow da Dona, autorów inauguracyjnego singla z płyty Bionic – „Not Myself Tonight”. Kelly napisał swoje partie tekstu w Nowym Jorku, nie mając kontaktu z Aguilerą, która przebywała wtedy w Los Angeles. Inne piosenki z albumu Bionic komponował we współpracy z artystką. Autorką refrenu była Dean, a za zwrotki odpowiadał Kelly. Wydźwięk tekstu do utworu ma charakter feministyczny, podobnie jak w przypadku kompozycji „Can’t Hold Us Down” pochodzącej z czwartego albumu Aguilery Stripped (2002), a podobieństwa obydwu piosenek nie kończą się wyłącznie na wymowie; „Can’t Hold Us Down”, tak samo jak „Woohoo”, traktowało o prawach kobiet i zostało nagrane przy współudziale amerykańskiej raperki. Erotyczna treść utworu (dotykająca tematyki seksu oralnego) jest swoistym sprzeciwem autorów wobec możliwości wyrazu swojej seksualności przez samych tylko mężczyzn.
W piosence Aguilera uwodzi słuchacza oraz porównuje swoje narządy płciowe do „czegoś pysznego”. Dziennikarka Susannah Breslin okrzyknęła utwór mianem „ody do techniki cunnilingus”. W zwrotce rapowanej przez Nicki Minaj wymienione zostają prominentne imiona świata mody i kultury, w tym nazwiska europejskich projektantów mody Giorgio Armaniego, Christiana Diora i Johna Galliano oraz Jimmy’ego Iovine, prezesa wytwórni płytowej Interscope-Geffen-A&M. Występ Minaj w „Woohoo” był pierwszą okazją do współpracy raperki z gwiazdą mainstreamu muzycznego. Współautor Claude Kelly podsumował utwór jako „bezczelny, zabawny i perwersyjny”, „perełkę albumu Bionic”, wyznając, że cenił sobie kolaborację z Aguilerą nad realizacją piosenki. „Woohoo” zawiera sample z utworu „Add Már, Uram Az Esőt!” (1972), wykonywanego oryginalnie przez węgierską piosenkarkę Kati Kovács. Gatunkowo piosenka zainspirowana jest stylami takimi, jak electronica, hip-hop, reggae, dancehall, R&B czy muzyka urban, jest więc kompozycją multigatunkową.

### Obecność w kulturze masowej
W 2018 roku odbył się pokaz taneczny grupy Elsewhite. Członkowie zespołu zaprezentowali widzom układ choreograficzny, który zharmonizowany był z kilkoma utworami Aguilery (w tym „Woohoo”, „Ain’t No Other Man” i „Genie in a Bottle”).

## Wydanie singla
Choć opublikowany jako drugi utwór z albumu Bionic, „Woohoo” pełnił jedynie funkcję singla promocyjnego – w przeciwieństwie do inauguracyjnego singla „Not Myself Tonight”. Singel odnotował swoją oficjalną premierę na łamach internetowej strony Aguilery dnia 7 maja 2010 roku, wydany został jednak – w formie digital download – półtora tygodnia później, 18 maja. 25 maja został wysłany do amerykańskich rozgłośni radiowych. Z powodu erotycznej wymowy kompozycji, promocja radiowa singla „Woohoo” była ograniczona, a emisji utworu – poza USA – podjęły się radiofonie w Azji i wybranych państwach Europy.
„Woohoo” zadebiutował na pozycjach 79. i 46. zestawień Billboard Hot 100 i Canadian Hot 100, stając się szesnastym z kolei solowym singlem artystki, który pojawił się na tych listach. Obie pozycje były najwyższymi, jakie zanotował w Stanach Zjednoczonych i Kanadzie. W wyniku wysokiej sprzedaży w systemie digital download po występie Aguilery na gali MTV Movie Awards 2010, singel powrócił w szeregi listy Billboard Hot 100, będąc notowanym na miejscu dziewięćdziesiątym dziewiątym. Na liście Billboardu Hot Dance/Electronic Songs utwór objął miejsce jedenaste Utwór zestawiony został na innych listach przebojów, między innymi w oficjalnych notowaniach Antyli Holenderskich (szczytne miejsce ósme), Chile, Chorwacji, Hongkongu (pozycje 9.), Indonezji (4.), Libanu, Singapuru (5.), Tajwanu (6.), Wielkiej Brytanii oraz Zjednoczonych Emiratów Arabskich. Na UK Singles Chart wspiął się jedynie na 148. miejsce. Singel szczególny sukces odniósł w Azji, plasując się w Top 30 wszystkich list, na których się pojawił, w tym w Top 10 czterech z nich. Na całym globie wyprzedano blisko sto trzydzieści tysięcy egzemplarzy singla.

## Opinie
Według redaktorów strony internetowej the-rockferry.onet.pl, „Woohoo” to jedna z najlepszych kompozycji nagranych przez Aguilerę w latach 1997–2010. W zestawieniu stu najważniejszych utworów artystki z tego okresu serwis przypisał singlowi 16. pozycję. W swym ironicznym artykule dla serwisu BuzzFeed.com Matt Stopera uznał „Woohoo” za jedną z piosenek, które spotkałyby się z dużym sukcesem komercyjnym, gdyby „osoby heteroseksualne nie istniały”.

### Recenzje
Piosenka uzyskała pozytywne opinie krytyków muzycznych. Magazyn Daily Star porównał utwór do dokonań Kelis i M.I.A. oraz określił go jako „pyskaty numer dancehall”. Rob Harvilla, współpracujący z nowojorskim tygodnikiem The Village Voice, uznał „Woohoo” za miks utworów „Milkshake” Kelis i „Lip Gloss” Lil’ Mamy wzbogacony o „wspaniałe elektroniczno-syntezatorowe brzmienia”, doceniając przy okazji gościnny wkład raperski Nicki Minaj. Według Sary D. Anderson, recenzentki portalu AOL Music, „prowokacyjny dancehallowy utwór umiejętnie połączył potężny głos Aguilery z taktykami MC Minaj”. Chris Ryan z MTV Buzzworthy nazwał singel „aktem nieprzyzwoitego, klubowego funky-popu”, dodając bez ogródek: „W Nicki Minaj Aguilera odnalazła idealną towarzyszkę swoich ‘erotycznopopowych’ przygód”. Powołał się także na kompozycje Rihanny „Rude Boy” i Gwen Stefani „Hollaback Girl” jako inspiracje dla „Woohoo”, uznając zresztą dzieło Aguilery za ich „brudniejszą kuzynkę”. Do przeboju „Dirrty” piosenkę porównał także kolumnista amerykańskiego pisma Rap-Up. Becky Bain (Idolator) stwierdziła: „Jeśli jest osoba, która może się równać z Christiną Aguilerą w kategorii niegrzeczności i wyuzdania, to jest to Nicki Minaj. Te dwie stworzyły idealny duet dla tego rodzaju kompozycji”. Opiniodawca pracujący dla serwisu internetowego ukmix.org podsumował piosenkę jako utrzymaną w klimacie „miejsko-robotyczno-dancehallowym”. Skrajnie pozytywną recenzję wydał utworowi jeden z użytkowników strony charts.org.nz, który napisał: „Jedną z najbardziej zaskakujących i ujmujących kompozycji na albumie Bionic Aguilery jest rytmiczny ‘Woohoo’. Siłą tej piosenki są napędzające do pląsów electrohopowe bity, prowokacyjna warstwa liryczna oraz interpretacja wykonawczyń – przebojowość Aguilery i świeżość Minaj. ‘Woohoo’, zdecydowanie singlowy materiał, to udany powrót Xtiny do jej ‘brudnych dni’, kawałek zdystansowany i zadzierzysty”. Recenzent wycenił piosenkę na . Autor witryny musicaddiction2.com uznał „Woohoo” za jeden z najlepszych utworów z krążka Bionic: „Kawałek sprowadza nas do starych, dobrych czasów ery Stripped, mieszając R&B z electrohopem. ‘Woohoo’ (nagrany wspólnie z Nicki Minaj) może posiadać naprawdę ‘brudny’ tekst (traktuje o seksie oralnym), ale muzycznie, szczególnie w refrenie, jest niesamowicie chwytliwy (...). Rap Minaj jest nieco humorystyczny, artystka ponownie popisowo rapuje przy pomocy śmiesznych głosów”. Odbiór piosenki przez krytyków był przeważająco, lecz nie uniwersalnie korzystny. Michael Gragg z witryny musicOMH napisał, że „Woohoo” jest kompozycją „równie seksowną, co wizyty u dentysty”.

## Promocja i wykonania koncertowe
6 czerwca 2010 roku Aguilera zaprezentowała utwory „Bionic”, „Not Myself Tonight” oraz „Woohoo” podczas gali MTV Movie Awards 2010 w Los Angeles. Jej występ był jednym z najważniejszych wydarzeń wieczoru. Mimo pozytywnych opinii wydanych na temat koncertu, piosenka „Woohoo” nie spotkała się z żadną inną formą promocji medialnej. Utwór nie był promowany wideoklipem, choć media donosiły o pracach nad tymże. Odwołany klip miał zostać wyreżyserowany przez Steviego Boia. Boi zaprojektował też gorsety, które miały nosić w klipie Aguilera i Minaj.
Piosenka wykonywana była podczas trasy koncertowej The Liberation Tour (2018) oraz rezydentury The Xperience (2019).

## Nagrody i wyróżnienia
| Rok  | Ceremonia           | Nagroda                           | Rezultat  |
| ---- | ------------------- | --------------------------------- | --------- |
| 2011 | BM Awards – BAMBI’S | najlepsza wokalna kolaboracja pop | Nominacja |

## Listy utworów i formaty singla
Ogólnoświatowy digital download
1. „Woohoo” – 5:29

Singel promocyjny (wydany do użytku radiowego)
1. „Woohoo” (Main) – 5:01
2. „Woohoo” (Radio Edit) – 4:05
3. „Woohoo” (Instrumental) – 5:02

## Remiksy utworu
- Ober Urban Mix – 4:55
- Urban Remix '12 – 4:27

## Twórcy
- Główne wokale: Christina Aguilera
- Producent: Jamal „Polow da Don” Jones
- Autor: Christina Aguilera, Nicki Minaj, Ester Dean, Claude Kelly, Jamal „Polow da Don” Jones
- Producent wokalu: Claude Kelly
- Inżynier dźwięku: Matt Benefield
- Mixer: Jaycen Joshua
- Asystent mixera: Giancarlo Lino
- Wokale wspierające: Nicki Minaj

## Pozycje na listach przebojów
| Kraj/region                  | Notowanie (2010)           | Wydawca                     | Najwyższa pozycja |
| ---------------------------- | -------------------------- | --------------------------- | ----------------- |
| Antyle Holenderskie          | Official Singles Chart     | IFPI                        | 8                 |
| Chile                        | Top 100 Singles            | Nielsen Chile/IDERE/Monitec | 99                |
| Chorwacja                    | Top 100 Airplay            | YE                          | 18                |
| Chorwacja                    | Top 100 Singles            | YE                          | 15                |
| Hongkong                     | Top 20 Singles             | IFPI                        | 9                 |
| Indonezja                    | Official Singles Chart     | LIMA                        | 4                 |
| Kanada                       | Canadian Hot 100           | Billboard                   | 46                |
| Kanada                       | Top Digital Songs          | Billboard                   | 28                |
| Korea Południowa             | Top 100 Digital Songs      | Gaon Chart                  | 27                |
| Liban                        | Top 20 Singles             | Mix FM                      | 18                |
| Niemcy                       | Deutsche Black Chart       | Deutsche Trend Charts       | 10                |
| Nowa Zelandia                | Urban Radio Chart          | Radioscope                  | 94                |
| Singapur                     | Official Singles Chart     | IFPI                        | 5                 |
| Stany Zjednoczone            | Billboard Hot 100          | Billboard                   | 79                |
| Stany Zjednoczone            | Digital Songs              | Billboard                   | 47                |
| Stany Zjednoczone            | Hot Dance/Electronic Songs | Billboard                   | 11                |
| Tajwan                       | Top 50 Singles             | RIT                         | 6                 |
| Wielka Brytania              | UK Singles Chart           | OCC                         | 148               |
| Zjednoczone Emiraty Arabskie | Official Singles Chart     | IFPI                        | 20                |

Notowania radiowe
| Kraj     | Notowanie (2010)   | Wydawca                | Najwyższa pozycja |
| -------- | ------------------ | ---------------------- | ----------------- |
| Filipiny | MAGIC 30 Countdown | Magic 89.9 Philippines | 2                 |

### Listy końcoworoczne
| Kraj     | Notowanie (2010)       | Wydawca               | Pozycja |
| -------- | ---------------------- | --------------------- | ------- |
| Niemcy   | Deutsche Black Chart   | Deutsche Trend Charts | 104     |
| Singapur | Official Singles Chart | IFPI                  | 38      |

## Historia wydania
| Region            | Data         | Format           |
| ----------------- | ------------ | ---------------- |
| Stany Zjednoczone | 18 maja 2010 | digital download |
| Stany Zjednoczone | 25 maja 2010 | airplay          |
| Belgia            | 28 maja 2010 | digital download |
| Brazylia          | 28 maja 2010 | digital download |
| Hiszpania         | 28 maja 2010 | digital download |
| Norwegia          | 28 maja 2010 | digital download |
| Portugalia        | 28 maja 2010 | digital download |
| Szwecja           | 28 maja 2010 | digital download |

## Informacje dodatkowe
- W połowie 2010, czyli w momencie wydania, utwór stał się faworytem licznych gwiazd i celebrytów, między innymi Nicole Richie, Adama Lamberta, Dr. Luke’a[54] oraz Britney Spears[55].